# La Algaba
La Algaba er en by og kommune i det sydlige Spanien i provinsen Sevilla. Den har et indbyggertal på 16.666 (2024) indbyggere.